# Fear Effect
Fear Effect es un videojuego de acción y videojuego de terror realizado para la consola PlayStation en el año 1999. Fue desarrollado por Kronos Digital Entertainment y publicado por Eidos Interactive. La historia trata sobre tres mercenarios llamados Hana, Deke y Glas que tratan de recuperar la hija desaparecida de un acaudalado hombre de negocios chino. Es esencialmente una aventura cyberpunk futurista ambientada en Hong Kong. La historia también incorpora elementos de la mitología china. El juego fue seguido por una precuela, Fear Effect 2: Retro Helix.

## Jugabilidad
Fear Effect tiene características de juego tradicionales del Horror de supervivencia, con la estética de los personajes realizada en cel-shading, y utilizando fondos pre-renderizados en 2D, los escenarios se componen de transmisión de vídeo en movimiento constante, como consecuencia del peso de los archivos, el juego está compuesto por cuatro discos. También hay puzles intercalados entre las secuencias de acción, similar a otros juegos del género.
El jugador controla a uno de los tres mercenarios (Hana, Deke, o Glas) y los lleva a través de zonas llenas de enemigos. Los controles del juego son similares a los tradicionales del Horror de supervivencia, con la excepción de que los personajes pueden correr y disparar al mismo tiempo, sostener dos armas a la vez (una en cada mano) y disparar a varios enemigos simultáneamente. Otra característica es la capacidad inclinarse y girar por el suelo, mientras se enfrenta a cierto número de enemigos armados, a la vez que puede rodar una corta distancia y evitar el fuego enemigo.
El nombre que se le dio al juego hace referencia a la barra de vida del jugador, un medidor que asemeja un pulso de electrocardiograma; cuando el jugador es herido, la línea del electrocardiograma verde parpadeará rápidamente y se volverá de color rojo. Es posible recuperar salud mediante la realización de acciones que calmen la frecuencia cardíaca del personaje; Estos incluyen la solución de puzles u ocultarse detrás de un guardia para matarlo de manera sigilosa. Estos actos serán recompensados con una mejora en la salud, que traerá el medidor de nuevo al color verde.

## Argumento
La trama tiene un inicio un poco simple, en un principio. El lugar es el Protectorado de Shan Xi, y el tiempo es el futuro. Oscuro y decadente. La hija de un poderoso magnate chino ha desaparecido en circunstancias misteriosas, y el padre quiere encontrarla a toda costa. Para ello contratará los servicios de un comando de mercenarios acostumbrados a misiones de todo tipo y, sobre todo, a cobrar fuertes sumas de dinero por ello. Esto, en principio no debería prolongarse por mucho tiempo, pero acabará convirtiéndose en un problema mucho más serio. No solo porque los propios secuaces del magnate estarán siempre tras la pista de los personajes y no precisamente para facilitarles la labor, sino porque con el devenir de la aventura, en la que transcurrirá muchísima acción, se descubrirá que el Protectorado, además de ser un enclave oscuro y sucio, donde la supervivencia se convierte en arte, es también, y nada menos, la mismísima Puerta del Infierno. los mercenarios se verán involucrados en una lucha por la continuidad de la vida en el planeta, en un enfrentamiento con el Guardián del Infierno, el cual junto a sus secuaces, intentará por todos los medios purificar la Tierra de una forma más bien fogosa. La clave de todo estará en la hija del magnate, Wee Ming Lam, escondida en algún lugar con un secreto terrible por el que muchos van a morir en esta historia.

## Desarrollo
Fear Effect fue uno de los primeros videojuegos en utilizar la técnica de cel-shading en la industria.
El juego fue originalmente titulado Fear Factor, y algo de publicidad prelanzamiento utilizó este título. Aunque finalmente el nombre se cambió porque era muy similar a la popular banda de metal industrial Fear Factory, y no, como a veces se cree, el cambio no fue como resultado del reality show de la cadena NBC "Fear Factor", que no se estrenaría hasta un año después del lanzamiento de Fear Effect.

## Adaptación cinematográfica
En 2004, Uwe Boll compró los derechos cinematográficos del juego realizando un acuerdo con Eidos Interactive, que le prometió los derechos de Hitman si compraba los derechos de Fear Effect. Sin embargo Eidos no cumplió con su parte del trato, y como resultado, Boll descartó la película. Los derechos fueron posteriormente recogidos por Mindfire Entertainment, con Stanley Tong en la dirección, Uwe Boll como colaborador y a Mark A. Altman en el manejo de script. Aunque durante un tiempo fue catalogada como "en producción" y que tenía como fecha de lanzamiento en 2008 en sitios web como IMDb, no había casi ninguna otra información concreta sobre la película. Posteriormente, la página de IMDb dio de baja el enlace, y no se volvió a mencionar sobre la realización oficial de una película basada en Fear Effect hasta la fecha.